# Cape Town International Jazz Festival
Das Cape Town International Jazz Festival ist ein Jazzfestival. Es wurde als  North Sea Jazz Cape Town begründet.
Das von Paul Acket begründete Festival findet seit 2000 immer im März/April in Kapstadt, Südafrika statt und galt zunächst als Schwesterveranstaltung zum North Sea Jazz Festival in den Niederlanden.
Im Gegensatz zum niederländischen Festival gibt es in Kapstadt die Vorgabe, dass eine Hälfte aller Musiker aus Afrika kommen soll und die andere Hälfte von Musikern aus dem Rest der Welt gestaltet wird.
Die Zahl der Besucher stieg von 14.000 Besuchern im Jahr der Gründung bis auf 30.000 Besucher jährlich. Am Festival 2004 nahmen ca. 30 Bands teil, die an drei Tagen auf fünf Bühnen spielten, darunter Al Di Meola und Cassandra Wilson. 2012 waren 40 Bands an zwei Tagen im Cape Town International Convention Centre zu hören.
Traditionell findet am Donnerstag vor dem eigentlichen Festival ein kostenloses Konzert am Green Market Square statt. 